# Frank Kerckhaert
F.A.M. (Frank) Kerckhaert (9 augustus 1950) is een Nederlands politicus van het CDA.

## Biografie
Frank Kerckhaert is geboren en getogen in Westdorpe, Zeeuws-Vlaanderen. Zijn vader was gemeenteraadslid namens de toenmalige KVP. Na de middelbare school heeft hij de studie Sociologie en Demografie aan de Katholieke Hogeschool (huidige Universiteit van Tilburg) gevolgd en in 1973 met succes afgerond. Tijdens deze periode ontmoette hij zijn echtgenote Annemie en inmiddels hebben ze 4 kinderen en 5 kleinkinderen. Van 1977 t/m 1990 was het gezin Kerckhaert woonachtig in Gelderland. Vanaf 1980 werd hij politiek actief bij het CDA, als gemeenteraadslid in Arnhem van 1982 tot 1988, daaropvolgend 2 jaar als wethouder. Van 1990 tot 2000 was hij lid van de directieraad van de Vereniging van Nederlandse Gemeenten 
waardoor het gezin verhuisde naar Den Haag. Daar bleef hij zich inzetten voor het CDA o.a. als voorzitter van de toenmalige CDA-Kamerkring Den Haag.
In oktober 2000 werd Frank Kerckhaert benoemd als burgemeester van Hengelo. Hij volgde de op 1 januari 1999 gestopte CDA burgemeester Wolter Lemstra op. Naast zijn burgemeesterschap was hij actief als lid van de Raad voor Openbaar Bestuur, als voorzitter Netwerkstad Twente en vicevoorzitter van de Regio Twente. Na 1 oktober 2012 is hij aan de slag gegaan in diverse deeltijd functies, zoals voorzitter van de Onderzoeksraad Integriteit Overheid in Den Haag en directeur van een Kennisinstituut (KISS), gevestigd op de 
Universiteit van Twente. Vanaf 2015 heeft Kerckhaert zitting in het dagelijks bestuur van het CDA. Naast dat hij onder andere de portefeuille HRM heeft is hij tevens vicevoorzitter van het bestuur.

## Trivia
- Ereburger van Hengelo, 2012
- Ridder in de Orde van Oranje-Nassau, 2012
- Zilveren stadspenning Arnhem, 1990
- Voorzitter vertrouwenscommissie partijvoorzitter CDA (2001-2002)en Lid vertrouwenscommissie partijvoorzitter CDA (2006